# Paulo Dias de Novais

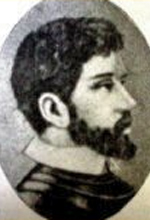
Paulo Dias de Novais

Paulo Dias de Novais – portugalski kolonizator Afryki, żyjący w XVI wieku. Był wnukiem Bartolomeu Diasa.
Dopłynął do dzisiejszej Angoli 11 lutego 1575. Skuszony znanymi kopalniami srebra, znajdującymi się w tamtej okolicy, założył osadę w okolicach wyspy Luanda.